# Curtis (Nebraska)
Curtis is een plaats (city) in de Amerikaanse staat Nebraska, en valt bestuurlijk gezien onder Frontier County.

## Demografie
Bij de volkstelling in 2000 werd het aantal inwoners vastgesteld op 832. In 2006 is het aantal inwoners door het United States Census Bureau geschat op 720, een daling van 112 (-13,5%).

## Geografie
Volgens het United States Census Bureau beslaat de plaats een oppervlakte van 3,1 km², geheel bestaande uit land. Curtis ligt op ongeveer 817 m boven zeeniveau.

## Plaatsen in de nabije omgeving
De onderstaande figuur toont nabijgelegen plaatsen in een straal van 28 km rond Curtis.